# Daniel Habrekorn
Pour les articles homonymes, voir Habrekorn.
Daniel Habrekorn (né en 1946) est un poète français.

## Biographie
Né le 13 mars 1946, Daniel Habrekorn publie son premier recueil de poèmes en 1971 chez Jean-Jacques Pauvert et abandonne alors des études de lettres à la Sorbonne. Il voyage beaucoup, en ces années : États-Unis, Cuba, Canada, Indes, Europe... Il fait une tournée avec la danseuse Mirjam Berns, de la Merce Cunningham Cie, qui l'a invité à lire ses poèmes entre ses chorégraphies. Il fonde les éditions Thot en 1978. Par l'héritage de Gaston Habrekorn, il est un des propriétaires du Bataclan dont il sera le maître d'oeuvre de la réhabilitation historique. Il est l'auteur de deux films documentaires dont un sur le poète Sain-Pol-Roux qui sera diffusé sur Antenne 2; et de chansons en collaboration avec Jean-Pierre Mas.
En 1991, il rachète avec des amis le thonier ligneur Gisèle-Roger (Camaret) et s'embarque à Morgat avec son équipage pour une dernière campagne de pêche filmée pour Thalassa qui les mène au large de l'Irlande. Le bateau sera plus tard offert au port-musée de Douarnenez — il restera amarré à Port-Launay jusqu'en 2002 où, alors à l'état d'épave, il sera racheté par une association.
En 1995, il s'engage pour l'été comme équipier sur une goélette de 22 mètres "Farewell" qui croise en Méditerranée. Il se réengage sur le même bateau en 1997 et 2000.
En 1999, il a signé pour s'opposer à la guerre en Serbie la pétition « Les Européens veulent la paix », initiée par le collectif Non à la guerre.
Depuis 2016, il dirige l'émission Anthologie de la création sur Radio Courtoisie.

## Ouvrages
- 104 textes, Paris, Jean-Jacques Pauvert, 1971 (BNF 35438026).
- Ce qui arrive..., Vanves, Du Parc, 1972.
- Manifeste mon Maître sur la mode analogique en 13 parties, Paris, Actualité, 1976.
- Poètes dans les écoles, Vanves, Thot, 1978.
- Mes personnes, Vanves, Thot, 1981 (BNF 34654361).
- Main courante suivi de Brouillard (ill. Danièle Heusslein-Gire), Vanves, Thot, 1983 (BNF 34741637).
- Le vol du milan, Les Cahiers bleus, 1990, Troyes.
- Tes Yeux, Hors Jeu, 1995, Épinal.
- Petit dictionnaire de l'hypocrisie. Termes lénifiants, édulcorants et euphémismes, contemporains ou futurs, Paris, La Différence, 1998 (BNF 36708727)[7].
- Mes biographies, Paris, La Différence, 2000 (BNF 37113909)[8].
- Les Splendeurs du progrès. Enquête sur l'innovation contemporaine, Paris, La Différence, 2002 (BNF 38824197)[9].
- La perle et les pourceaux (sur Baudelaire et la critique), Asuncion, La Reconquête, 2006.
- Flore & bestiaire imaginaires (ill. Hélène Nué et Vladimir Mavounia-Kouka), Paris, L'Harmattan, 2015 (BNF 44418507)[10],[11].
- Du Style de Léon Bloy, Poitiers, Dominique Martin Morin, 2018.  (BNF 45540510)
- Bataclan, histoire d'une salle, Paris, Robert Laffont, 2022. (BNF 47191991)

### Éditions
- Sans titre et autres textes, Xavier Forneret. Avant dire d'André Breton. Vanves, Thot, 1978.
- Barjo-City, François Wertheimer, Vanves, Thot, 1978.
- Le Pal, Léon Bloy, édition critique des cinq numéros, Vanves, Thot, 1979.
- Lettres, correspondance à trois, Léon Bloy / Joris-Karl Huysmans / Villiers de l'Isle-Adam. Édition critique D. Habrekorn. Vanves, Thot 1980. (BNF 36598897)
- J'imaginerai, Patrick Lannes,(avec un portrait de l'auteur), Vanves, Thot, 1981.
- Érosion, usure, Pierre Dalle Nogare, (Prix Mallarmé), (portrait de l'auteur par Pierre Bensaali), Vanves Thot, 1981.
- Retour d'Icare ailé d'abîme, Hubert Haddad, (portrait de l'auteur par Nicolle Vatinel), Vanves, Thot, 1983.
- Enquête sur l'évolution littéraire (1891), Jules Huret. Vanves, Thot, 1982.
- Fonds, stock et arrière boutique, Manz'ie, (portrait de l'auteur par Danièle Heusslein-Gire), Vanves, Thot, 1983.
- Interviews de littérature et d'art, Jules Huret. Présentation D. Habrekorn. Vanves, Thot, 1984.
- Poèmes choisis, Jaroslav Seifert (prix Nobel). Présentation Ivo Fleischmann. Traduction Michel Fleischmann & D. Habrekorn. Vanves, Thot, 1985.
- Rimbaud le voyant, André Roland de Renéville. Présentation et postface D. Habrekorn. Vanves, Thot, 1985.